# Gustav Kürti
Gustav Kürti, também Gustav Kuerti (Viena, 7 de abril de 1903 – Cleveland, julho de 1978) foi um matemático e físico austro-estadunidense, que trabalhou com aerodinâmica.
Gustav Kürti estudou matemática e física na Universidade de Viena, onde obteve um doutorado em 1926 com a tese Über die Reduktion von ebenen Parallelgittern und die zugehörige Dirichletsche Nachbarschaftsfiguren. De 1927 a 1938 foi professor ginasial em Viena, e paralelamente também a partir de 1931 trabalhou no Institut für Radiumforschung da Universidade de Viena. Após o Anschluss em 1938 fugiu para os Estados Unidos (onde o seguiram da Turquia em 1939 sua mulher e filho) sendo a partir de 1939 Research Fellow na Universidade de Rochester e a partir de 1941 no Instituto de Tecnologia de Massachusetts. Em 1942 foi assistente de Richard von Mises na Universidade Harvard onde foi em 1946 professor assistente de aerodinâmica. Em 1951 foi para o US Naval Ordnance Laboratory em Washington D. C., sendo em 1952 professor associado e em 1955 professor de aerodinâmica da Case Western Reserve University. Em 1968 tornou-se professor emérito.
Traduziu para o inglês o livro de Klaus Oswatitsch sobre dinâmica de gases (Gas Dynamics, Academic Press 1956) traduzindo também o segundo volume (Mechanics of Deformable Bodies) de Arnold Sommerfeld. Foi também coautor com William Prager do livro Theory of Flight de Richard von Mises (McGraw Hill 1945).
Em 1933 casou com a bióloga Rosa Jahoda (1905–2004), irmã de Marie Jahoda, com quem teve o filho Anton (* 1935), compositor e pianista que mora no Canadá.